# 입암초등학교 청일분교
입암초등학교 청일분교는 경상북도 영양군 청기면 청기리에 존재했던 공립 초등학교이다.

## 학교 연혁
- 1947년 2월 20일 청기국민학교 청일분교 개교
- 1954년 4월 30일 청일국민학교 승격
- 1982년 3월 8일 병설유치원 개원
- 1996년 3월 1일 청일초등학교 개칭
- 1998년 3월 1일 청기초등학교 청일분교장 격하
- 1999년 3월 1일 입암초등학교 청일분교장 개편
- 2008년 3월 1일 폐교

## 참고 자료
- 입암초등학교청일분교장 - 한국교육학술정보원 학교알리미